# Macromitrium galipense
Macromitrium galipense är en bladmossart som beskrevs av C. Müller 1851. Macromitrium galipense ingår i släktet Macromitrium och familjen Orthotrichaceae. Inga underarter finns listade i Catalogue of Life.